# Trixa longipennis
Trixa longipennis är en tvåvingeart som först beskrevs av Villeneuve 1936.  Trixa longipennis ingår i släktet Trixa och familjen parasitflugor. Inga underarter finns listade i Catalogue of Life.